# Frederick Burr Opper
Frederick Burr Opper (Madison, Ohio, 2 de enero de 1857 - New Rochelle, Nueva York, 28 de agosto de 1937) fue un historietista estadounidense célebre por su tira Happy Hooligan. Fue uno de los primeros en crear tiras cómicas para los periódicos estadounidenses. Los personajes de sus historietas fueron incluidos en revistas, portadas, caricaturas políticas y en otras tiras cómicas durante seis décadas. 

## Primeros años

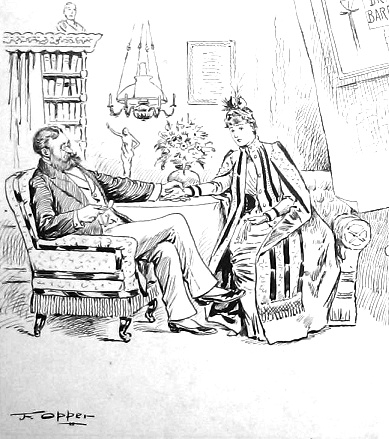
The Importance of a Beard (ca. 1890), para Puck.

Hijo de los inmigrantes austríacos Lewis y Aurelia Burr Opper, Opper nació en Madison, Ohio, como el mayor de tres niños. A los catorce años de edad, abandonó la escuela pública para trabajar como aprendiz de imprentero en el periódico local, Madison Gazette, y a los dieciséis se mudó a la ciudad de Nueva York donde trabajó en una tienda y siguió dibujando. Durante un breve período estudió en la universidad privada Cooper Union, y más tarde fue alumno y asistente del artista Frank Beard.
La primera caricatura de Opper fue publicada en Wild Oats en 1876, y le siguieron otras caricaturas y dibujos en Scribner’s Monthly y St. Nicholas Magazine. Trabajó como artista en Frank Leslie's Weekly entre 1877 y 1880. Más tarde fue contratado por la revista Puck, en ese momento dirigida por los editores Joseph Keppler y Adolph Schwarzmann; trabajó para Puck durante dieciocho años, en los que dibujó de todo, desde ilustraciones para publicidades hasta portadas cromolitógraficas.
Opper se casó con Nellie Barnett el 18 de mayo de 1881. Tuvieron tres hijos, Lawrence, Anna y Sophia.

## Carrera

### Happy Hooligan
En 1899, Opper aceptó una oferta de William Randolph Hearst para trabajar en el New York Journal. Su tira, Happy Hooligan, apareció por primera vez en el periódico en 1900, y se publicó hasta 1932. Hooligan era un vagabundo con un pequeño sombrero de lata de conserva, cuya simplicidad y buen carácter lo volvió un éxito. En el trigésimo cumpleaños de Happy, Opper organizó una fiesta a la que asistieron el presidente Hoover, el expresidente Coolidge, Charles Schwab y Alfred E. Smith, entre otros.

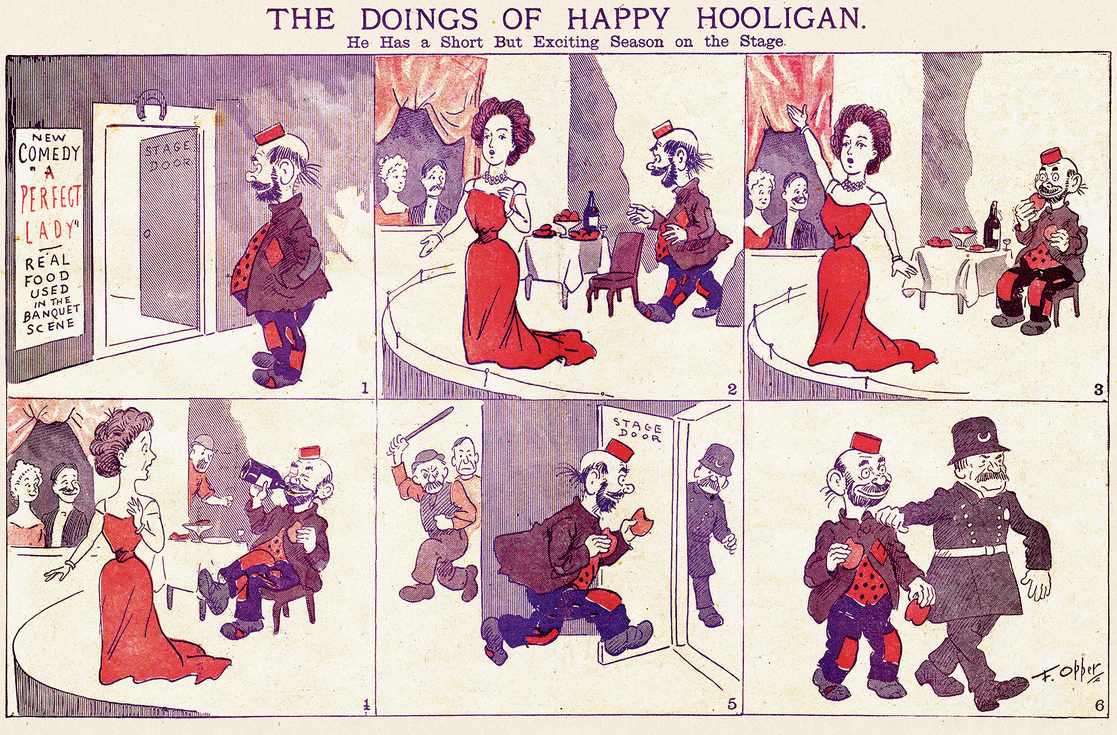
Historieta publicada el 11 de marzo de 1900.

Otras tiras populares de Opper fueron Alphonse and Gaston, And Her Name Was Maud, Howsan Lott y Our Antediluvian Ancestors. Desde 1904, Opper convirtió And Her Name Was Maud, historieta sobre una mula llamada Maud, en tiras cómicas, libros y animaciones. El 23 de mayo de 1926, eligió esta historieta como la acompañante de Happy Hooligan en su página del periódico, donde sería incluida hasta que ambas historietas dejaron de publicarse, el 14 de octubre de 1932.

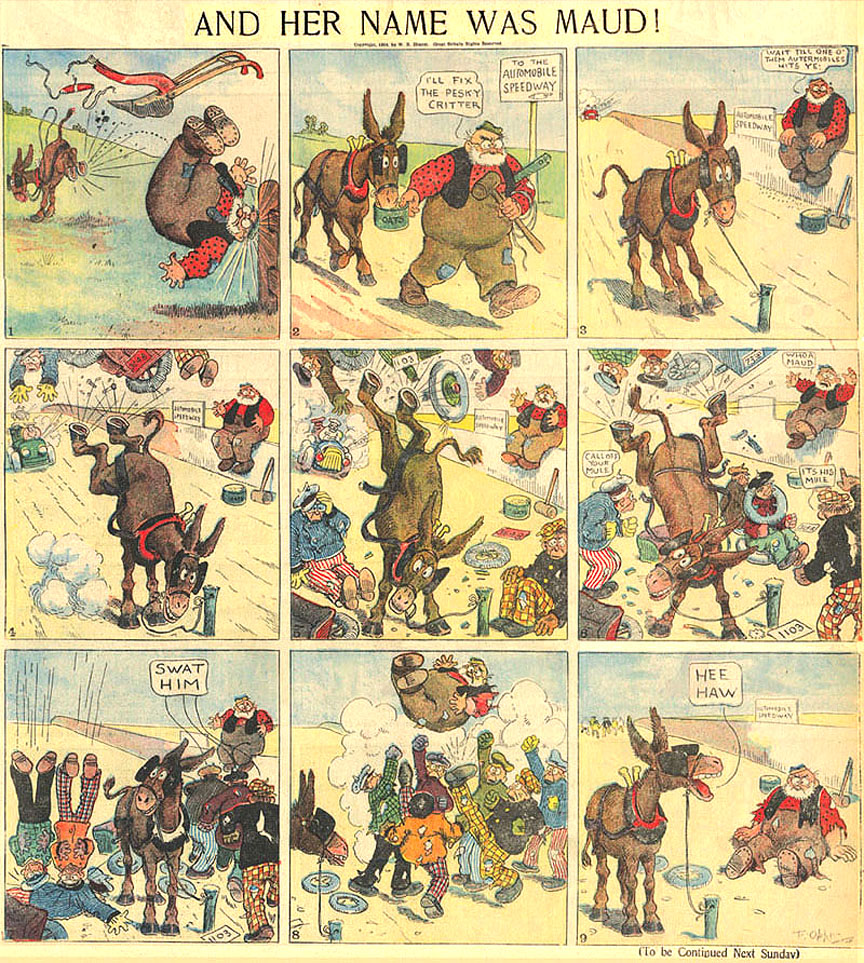
Historieta publicada el 7 de agosto de 1904 («Continuará el próximo domingo»).

### Caricaturas políticas
Opper creó varias caricaturas políticas influyentes para apoyar la campaña de Hearst contra los "trusts" con personajes como "Willie y Teddy" en representación de William McKinley y Theodore Roosevelt, "Willie and his Papa", satirizando a McKinley y a los "Papa Trusts", y a "Nursie", una caracterización del industrialista de Cleveland Mark Hanna. Otros personajes de Opper incluyen a Mr. Common Man, que se cree que fue el origen de John Q. Public. Sus obras aparecieron en los periódicos New York Journal, Boston American, Chicago Examiner, San Francisco Examiner y Los Angeles Examiner.
Opper también ilustró libros para Edgar Wilson Nye, Mark Twain y Finley Peter Dunne, y publicó sus propios libros, entre los que destacan Puck's Opper Book (1888), The Folks in Funnyville (1900) y Happy Hooligan Home Again (1907). 
Fue miembro de varios clubes neoyorquinos, y era pintor aficionado. Se retiró en 1934 debido a problemas en la visión. Falleció el 28 de agosto de 1937 en su casa de New Rochelle, Nueva York y fue cremado. Los caricaturistas Russ Westover y Alex Raymond, entre otros, asistieron a un servicio en su memoria el 29 de agosto de 1937, emitido por la WNEW de Nueva York. 